# Presidenti del Bundestag

Logo del Bundestag

Quanto segue è un elenco dei presidenti del Bundestag dal 1949 ad oggi.

## Cronotassi
| #   | Nome (Nascita–Morte) | Nome (Nascita–Morte) | Nome (Nascita–Morte)           | Mandato          | Mandato          | Partito                      |
| #   | Nome (Nascita–Morte) | Nome (Nascita–Morte) | Nome (Nascita–Morte)           | Inizio           | Fine             | Partito                      |
| --- | -------------------- | -------------------- | ------------------------------ | ---------------- | ---------------- | ---------------------------- |
| 1º  |                      |                      | Erich Köhler (1892–1958)       | 7 settembre 1949 | 18 ottobre 1950  | Unione Cristiano-Democratica |
| 2º  |                      |                      | Hermann Ehlers (1904–1954)     | 19 ottobre 1950  | 29 ottobre 1954  | Unione Cristiano-Democratica |
| 3º  |                      |                      | Eugen Gerstenmaier (1906–1986) | 16 novembre 1954 | 31 gennaio 1969  | Unione Cristiano-Democratica |
| 4º  |                      |                      | Kai-Uwe von Hassel (1913–1997) | 5 febbraio 1969  | 13 dicembre 1972 | Unione Cristiano-Democratica |
| 5ª  |                      |                      | Annemarie Renger (1919–2008)   | 13 dicembre 1972 | 14 dicembre 1976 | Partito Socialdemocratico    |
| 6º  |                      |                      | Karl Carstens (1914–1992)      | 14 dicembre 1976 | 13 maggio 1979   | Unione Cristiano-Democratica |
| 7º  |                      |                      | Richard Stücklen (1916–2002)   | 31 maggio 1979   | 29 marzo 1983    | Unione Cristiano-Democratica |
| 8º  |                      |                      | Rainer Barzel (1924–2006)      | 29 marzo 1983    | 25 ottobre 1984  | Unione Cristiano-Democratica |
| 9º  |                      |                      | Philipp Jenninger (1932–2018)  | 5 novembre 1984  | 11 novembre 1988 | Unione Cristiano-Democratica |
| 10ª |                      |                      | Rita Süssmuth (1937–)          | 25 novembre 1988 | 26 ottobre 1998  | Unione Cristiano-Democratica |
| 11º |                      |                      | Wolfgang Thierse (1943–)       | 26 ottobre 1998  | 18 ottobre 2005  | Partito Socialdemocratico    |
| 12º |                      |                      | Norbert Lammert (1948–)        | 18 ottobre 2005  | 24 ottobre 2017  | Unione Cristiano-Democratica |
| 13º |                      |                      | Wolfgang Schäuble (1942–2023)  | 24 ottobre 2017  | 26 ottobre 2021  | Unione Cristiano-Democratica |
| 14º |                      |                      | Bärbel Bas (1968–)             | 26 ottobre 2021  | 25 marzo 2025    | Partito Socialdemocratico    |
| 15º |                      |                      | Julia Klöckner (1972–)         | 25 marzo 2025    | in carica        | Unione Cristiano-Democratica |